# 東根市立東根中部小学校
東根市立東根中部小学校（ひがしねしりつ ひがしねちゅうぶしょうがっこう）は山形県東根市にある公立小学校。

## 沿革
- 1998年（平成10年） - 東根市立東根小学校から分離開校。当時の児童数は512名。
- 2011年（平成23年） - 東根市立大森小学校が分離開校[1]。

## 学区
- 中央一区、小林、六田上、六田下、大林、平林、六田宿舎、四ツ家上第三、四ツ家中、四ツ家下東、四ツ家下西、並松団地、一本木中央[2]

## 卒業後
- 第一中学校へ進学する[2]。